# Союз обдарованої молоді
Союз обдарованої молоді — всеукраїнська молодіжна громадська організація. Одна із провідних організаціій, що представляє інтереси обдарованої молоді — науковців, митців, спортсменів та громадських діячів України. Нараховує понад 4200 членів в усіх регіонах Україні.
Заснована в листопаді 2005 року представниками 24 регіонів, зареєстрована Міністерством юстиції України як Всеукраїнська молодіжна організація 16 листопада 2005 року. Ініціатором створення і першим головою був Терепищий Сергій Олександрович, який нині є Почесним головою.
В червні 2007 року Виконавчий Комітет Всесвітньої Ради для Обдарованих і Талановитих Дітей (англ. World Council for Gifted and Talented Children), високо оцінивши ініціативи і діяльність Союзу обдарованої молоді, прийняв організацію до Всесвітньої Ради.
Основною метою діяльності Союзу є захист інтересів обдарованої молоді та сприяння ефективній реалізації можливостей молодих людей в сучасних умовах шляхом здійснення культурної, екологічної, оздоровчої, аматорської спортивної, наукової і просвітницької діяльності.
Статутними органами Союзу обдарованої молоді є: Загальні збори, Рада, Правління, Виконавча дирекція, Контрольно-ревізійна комісія. Діяльність Союзу обдарованої молоді поділяється на постійнодіючі всеукраїнські та міжнародні програми та окремі позапрограмні проекти.

## Відзнаки
- Подяка Союзу обдарованої молоді [2]
- Почесна грамота Союзу обдарованої молоді[3]

## Наглядова Рада
- Андрущенко Віктор Петрович, ректор Національного педагогічного університету імені М.П. Драгоманова
- Брюховецький В'ячеслав Степанович, Почесний президент Національного університету "Києво-Могилянська академія"
- Вегеш Микола Миколайович, ректор Ужгородського національного університету
- Поляков Микола Вікторович, ректор Дніпропетровського національного університету
- Руденко Леонід Григорович, директор Інституту географії НАН України
- Саух Петро Юрійович, ректор Житомирського державного університету імені Івана Франка
- Синьов Віктор Миколайович, директор Інституту корекційної педагогіки та психології
- Шемшученко Юрій Сергійович, директор Інституту держави і права імені В.М. Корецького НАН України